# Cláudio Vinícius Cerdeira
Cláudio Vinícius Rodrigues Cerdeira (Rio de Janeiro, 27 de novembro de 1954) é um engenheiro aposentado, ex-árbitro de futebol e comentarista de arbitragem brasileiro.

## Biografia
Formado em engenharia, trabalhou durante anos como engenheiro na empresa de distribuição de energia do Rio de Janeiro, Light, lá iniciando sua carreira na arbitragem, apitando no campeonato amador da empresa, após ser convidado pelo ex-árbitro Aristocílio Rocha que era o responsável por diversos campeonatos amadores, para apitar a partida entre as seleções da Light do Rio de Janeiro contra a seleção de Barra do Piraí, sendo muito elogiado por seu colega veterano e se destacando a partir dali nos campeonatos amadores e não demorando para entrar no curso de árbitros da FERJ, em 1982, após a conclusão de seu curso, começou apitando campeonatos nas categorias infantis, juvenis e juniores, até realizar sua estreia no futebol profissional em 1989, apitando a partida entre Botafogo e Cabofriense, no estádio São Januário recebendo da Rádio Globo o tradicional prêmio de melhor em campo. Cada vez mais de destacando no cenário esportivo brasileiro, foi escalado para comandar sua primeira decisão, a final da Copa do Brasil de 1991 entre as equipes do Criciúma e do Grêmio, vencida pelo catarinenses. Em 1992, é convidado a integrar o quadro de árbitros da FIFA, seu auge na arbitragem, permanecendo no quadro entidade máxima do futebol até 1999. Em 1994, após acusar o então presidente da Comissão de Arbitragem da FERJ, Wagner Canazaro, de obrigar os árbitros a manipularem partidas do campeonato carioca, deixou a federação carioca e passou a integrar Federação Paulista de Futebol. Atuou até o ano 2000, quando atingiu 45 anos, idade limite estipulada pela FIFA, após a aposentadoria passou ser comentarista de arbitragem no canal de TV por assinatura Sportv, permanecendo lá por três anos, sendo contratado em seguida pela Rede Record, foi ainda chefe da comissão de arbitragem da FERJ em 2005 e desde 2016 é integrante da comissão de arbitragem da CBF.
No dia 26 de fevereiro de 2023 é anunciado como novo comentarista de arbitragem do canal no YouTube Atenção Vascaínos, retornando a função de comentarista de futebol.